# 20분의 사랑
《20분의 사랑》(Twenty Minutes Of Love)은 미국에서 제작된 찰리 채플린 감독의 1914년 코미디 무성 영화이다. 찰리 채플린 등이 주연으로 출연하였고 맥 세네트 등이 제작에 참여하였다.

## 출연

### 주연
- 찰리 채플린

### 조연
- 민타 더피
- 에드가 케네디
- 고든 그리피스
- 체스터 콘클린
- 조세프 스위카드
- 행크 만

## 같이 보기
- 찰리 채플린의 영화 목록